# Becerro (corrida)
Pour les articles homonymes, voir Becerro.
Dans le monde de la tauromachie, becerro (mot espagnol signifiant : veau, taurillon) désigne le petit mâle du toro de lidia, depuis sa naissance jusqu'au moment où il devient novillo, à l'âge de trois ans. On les réserve à des courses pour débutants: les becerradas, courses sans picador, avec des becerros de moins de deux ans qu'on appelle alors Eral.
Selon les encyclopédies, la définition de becerro est variable : jeune taureau de moins de trois ans selon Casanova Dupuy, de moins de deux ans ou moins de trois ans selon Robert Bérard qui précise : « Si l'animal a entre deux et trois ans, il sera combattu dans une novillada sans picador », selon Jean-Baptiste Maudet : jeune taureau de moins de deux ans. Selon Claude Popelin et Yves Harté :  jeunes taureaux ne dépassant pas deux ans.

## Présentation

### Becerro et eral
La notion de becerro est très proche de celle d'eral, ce qui les rend parfois difficiles à distinguer :
1. les becerros ont obligatoirement moins de trois ans ;
2. à partir de trois ans, ils deviennent novillos ;
3. les becerros utilisés dans les corridas pour niños toreros ont en général moins de deux ans ou juste deux ans[2]. Ce sont donc des Erales
4. le terme becerro désigne un taurillon jusqu'à l'âge de trois ans[1].
5. le terme eral désigne un taurillon âge au maximum de deux ans[7].

Les définitions sont également assez contradictoires selon les ouvrages. Ainsi : 

« Becerro : jeune toro de moins de trois ans. Si l'animal a moins de deux ans, on le fait courir dans les becerradas. Si l'animal a entre deux et trois ans, il sera combattu dans une novillada sans picadors. »

Ceci étant, dans la pratique, les règles sont assez souples, ce qui explique une certaine confusion à ce sujet entre les différents ouvrages sur la tauromachie.
Le terme becerro est parfois utilisé dans un sens péjoratif lorsqu'un novillo ou un taureau adulte présente des facultés réduites à celle du veau.

## Becerradas
Les becerros sont employés dans les becerradas ou corridas pour débutants toreros. Ils ne sont pas mis à mort le plus souvent. Il arrive qu'une becerrada comprenne aussi des becerros plus âgés présentés comme novillos.